# Лука Кацелі
Лу́ка Кацелі (грец. Λούκα Κατσέλη, 20 квітня 1952, Афіни) — грецький політик, член ПАСОК, від 7 вересня 2010 до 17 червня 2011 року міністр праці Греції.

## Біографія
Батьки Луки Пелос та Алека Кацелі — діячі мистецтв. 1972 року з відзнакою закінчила економічний Smith College. Потім здобула два магістерські ступені в галузі економічної політики та міжнародної фінансової діяльності у Принстонському університеті. 1978 року здобула докторський ступінь у Принстоні.
В період 1977—1985 років працювала асистентом, а пізніше професором Єльского універсиітету, де 1980 року отримала нагороду як найкращий молодий викладач та стипендію німецького Фонду Маршалла (1982—1984 роки). На особисте запрошення викладала в лондонському університеті Birkbeck (1986) та Афінському університеті економіки (1986—1987 роки). З 1987 року — професор кафедри економіки Національного університету Афін імені Каподистрії, в якому в період 1997—2001 виконувала обов'язки президента.
Автор понад 40 публікацій в галузі міжнародної макроекономічної політики, особливо з питань співробітництва в сфері розвитку та міграційної політики.
Чоловік — Герасим Арсеніс, у шлюбі з яким народила двох дітей — сина Дімітріса та дочку Амалію.

## Політична кар'єра
Член ПАСОК в 1976 році, обіймала посаду наукового керівника ΚΕΠΕ (1982—1986), член Ради економічних консультантів (1982—1984), спеціальний радник з економічних питань прем'єр-міністра Андреаса Папандреу в період 1993—1996 років. Була членом міжнародних комісій у галузі економічного співробітництва та Єврокомісії, зокрема з питань економічної та фінансово-грошової політики Європейського союзу, радником під час розробки проекту Соціальної хартії Європи в ООН.
У 2003 році серед 100 інших відомих економістів світу обрана на посаду керівника Центру з розвитку Організації економічного співробітництва і розвитку, де успішно працювала до липня 2007 року, коли на виборах 2007 року стала членом Грецького парламенту від ПАСОК. В цей період була членом політради парламентської фракції ПАСОК.
Після перемоги ПАСОК на дострокових виборах 4 жовтня 2009 року, призначена міністром економіки, конкурентоспроможності та торгового флоту Греції в уряді Йоргоса Папандреу. 7 вересня 2010 року Йоргос Папандреу здійснив масштабні перестановки в уряд країни. Так, Лука Кацелі була призначена міністром праці.
Після того, як проголосувала проти підтримання нової програми жорсткої економії задля отримання другого траншу фінансової допомоги від МВФ та ЄС, Лука Кацелі була виключена із партії ПАСОК. 14 березня разом із Харісом Кастанідісом створила партію Суспільна угода.